# Съюз за народно движение
Съюз за народно движение (СНД, на френски: Union pour un mouvement populaire, UMP, преди това със същата абревиатура на френски – Съюз за президентско мнозинство, на френски: Union pour la majorité présidentielle) е бивша дясноцентристка и консервативна политическа партия във Франция. През май 2015 се преструктурира в „Републиканците“ (Les Republicains).

## История
Възникнала през 2002 по време на френските президентски избори в подкрепа на Жак Ширак, СНД е продължение на голисткия Сбор за Републиката (Réunion pour la République, RPR). До президентските избори от май 2007 председател на партията е Никола Саркози, който напуска поста след избирането му за президент. През ноември 2014 година за председател на Съюза за народно движение отново е избран бившият президент Никола Саркози, който оглавява партията (наричаща се след 30 май 2015 „Републиканците“) до 23 август 2016 г.

## Програма
- В областта на европейската политика Саркози предлага приемане на опростен вариант на европейската конституция след провала на референдумите за европейска конституция.
- В новото правителство на Франсоа Фийон е обособено Министерство на националната идентичност, по образец на английския Home office, с което се цели промяна на имиграционната политика от immigration subie (търпяна имиграция) на immigration choisie (избрана имиграция).
- Увеличаване на университетската автономия – възможност университетите сами да определят състава на административните съвети, увеличаване на властта на президентите на университети. Мярката е съчетана с увеличаване на държавното финансиране на университетите с 5 млрд. евро.[1]
- Право на работа над регламентираните от френското законодателно право 35 ч. в седмицата, освобождаване от данъци на изработеното (елемент, превърнал се ключов в предизборната надпревара във Франция, изявен с изказването на Саркози Travailler plus, pour gagner plus – „Работете повече, за да печелите повече“)[2]

- Въвеждане на таван на вноските за жилищни кредити.
- Твърди мерки към непълолетните нарушители на закона, почти равни с тези на пълнолетните престъпници.
- Стимулиране на развитието на регионите.

На 14 януари 2007 г. партията избира с 98% от гласовете Саркози за кандидат на президентските избори, насрочени за април-май 2007. В подкрепа на Саркози в публичното пространство се изказват Ален Жюпе (премиер-министър на Франция от 1995 до 1997) и Мишел Алио-Мари (по това време министър на отбраната). Още един бивш министър-председател – Жан-Пиер Рафарен – го подкрепя еднозначно. Мнозинството от министрите в правителството на Доминик дьо Вилпен също застава на негова страна: Ксавие Бертран – министър на здравеопазването, Тиери Бретон – министър на икономиката и финансите, Жан-Франсоа Копе – министър на бюджета, Филип Дуст-Блази – министър на външните работи. На изборите за държавен глава Саркози се налага на втория тур над кандидатката на социалистите Сеголен Роаял.
СНД се представя убедително на още 2 вота през 2007 – местните и парламентарните избори. При парламентарния вот на първия тур СНД и съюзниците му печелят 109 депутатски места, а основният му противник – Социалистическата партия – само 1. Според окончателните резултати от втория тур СНД разполага с общо 313 депутатски места в 577-членния парламент.
След поражението на президента Никола Саркози на президентските избори през 2012 година, на 17 юни СНД очаквано губи и парламентарните избори, като взема 194 от общо 577 места в Националното събрание и става втора политическа сила в страната.